# Виноградный (Усть-Донецкий район)
Виногра́дный — хутор в Усть-Донецком районе Ростовской области.
Входит в состав Крымского сельского поселения.

## Население
| 2010 |
| ---- |
| 308  |

## Улицы
| - ул. Большая Садовая, - ул. Малая Садовая, - ул. Подгорная, - ул. Родниковая, | - пер. Виноградный, - пер. Косаковский, - пер. Лужки, - пер. Набережный. |